# 笠原一男
笠原 一男（かさはら かずお、1916年6月2日 - 2006年8月19日）は、日本の歴史学者。東京大学名誉教授。

## 経歴
長野県南佐久郡北牧村（現在の小海町）出身。笠原竜蔵・せきの長男。旧制千葉県立東葛飾中学校を経て、1938年に旧制新潟高等学校、1941年に東京帝国大学文学部国史学科を卒業。
卒業後は東京帝国大学史料編纂所に勤務。翌年に応召。1947年に復員し、東京大学史料編纂所に復帰した。1960年に同助教授、1961年、東京大学教養学部助教授、1962年に「一向一揆の研究」により東京大学から文学博士の学位を取得。1966年に教授。
1977年に定年退官。発足間もない放送大学教授になり、1990年に退任して客員教授。日本文化研究所長、庭野平和財団理事などを務める。
日本中世宗教史（鎌倉仏教）が専門で、社会経済的基盤からみた浄土真宗や本願寺の研究に取り組み、創価学会、立正佼成会など現代の新宗教にも研究を広げ、『立正佼正会史』編纂などに従事。『女人往生思想の研究』は、平安時代（平安仏教）には普通に認められた女人往生が、鎌倉時代では認められなくなったことを示した代表作である。

## 著書

### 単著
- 真宗教団開展史 畝傍書房、1942
- 日本における農民戦争 国土社、1949
- 真宗の発展と一向一揆 法藏館、1951
- 日本史の人びと 2 弓矢の道 筑摩書房、1955
- 一向一揆 封建社会の形成と真宗の関係 至文堂、1955
- 親鸞と東国農民 山川出版社、1957
- 中世における真宗教団の形成 山喜房仏書林、1957
- 真宗における異端の系譜 東京大学出版会、1962
- 一向一揆の研究 山川出版社、1962
- 日本史百章 東京大学出版会（東大新書 上中下）、1962-1963
- 蓮如 吉川弘文館 （人物叢書）、1963、新版1986　ISBN　9784642050487
- 親鸞 筑摩書房・新書判、1963
- 革命の宗教 一向一揆と創価学会 人物往来社、1964
- 親鸞研究ノート 図書新聞社、1965
- 政治と宗教 岐路に立つ創価学会 あそか出版社、1965
- 日本人と宗教 親鸞-その栄光と挫折 実業之日本社、1966
- 転換期の宗教 真宗・天理教・創価学会 日本放送出版協会（NHKブックス）、1966
- 仏教の健康診断 あそか出版社、1966
- 新書日本の歴史 第1-4  評論社、1967
- 教祖誕生 親鸞と中山みきにみる 日本経済新聞社、1968
- 下剋上の時代 戦国乱世の人間像 講談社現代新書、1969
- 一向一揆 その行動と思想 評論社、1970
- 創価学会と本願寺教団 新人物往来社、1970
- 現代人と仏教 親鸞・蓮如・新興宗教の七人の教祖たち 評論社、1971
- 親鸞 煩悩具足のほとけ 日本放送出版協会（NHKブックス）、1973／吉川弘文館「読みなおす日本史」、2023　ISBN　9784642075299
- 仏教にみる中世と現代 評論社、1974
- 女人往生思想の系譜 吉川弘文館：日本宗教史研究叢書、1975、新版1988
- 女人往生の思想 富山県教育委員会、1975
- 歴史の知恵と現代  吉川弘文館、1976
- 日本史にみる地獄と極楽 日本放送出版協会（NHKブックス）、1976
- 真宗教団開展史 ピタカ、1978
- 親鸞と蓮如 その行動と思想 評論社、1978
- 乱世を生きる 蓮如の生涯 教育社、1981
- 人間の歴史 仏教にみる日本女性解放史 放送大学教材、1984、新版1988
- 誰がための宗教か 爽やかに生きるための自分の選択 経済界、1986。新版改題「宗教って、何だろう」1991
- 『太平記』その後 木耳社オリエントブックス、1991
- 親鸞の生涯・幸せの一本道  信行寺、1992
- 不滅の人・蓮如  世界聖典刊行協会、1993
- 蓮如 講談社学術文庫、1996
- 親鸞 講談社学術文庫、1997

### 共著・編著
- 真宗史概説 赤松俊秀共編 平楽寺書店、1963
- 日本史小年表 東京大学出版会、1964
- 室町幕府 人物往来社、1965
- 現代に生きる日本史の群像 あそか出版社、1966
- 封建・近代における鎌倉仏教の展開 法藏館、1967
- 日本における社会と宗教 吉川弘文館、1969
- 現代日本の宗教と政治 村上重良共編 新人物往来社、1971
- 日本宗教史研究入門 評論社、1971
- 日本史における価値観の系譜 評論社、1972
- 日本思想大系 17 蓮如・一向一揆 井上鋭夫と共校注 岩波書店、1972、新版1995
  - 蓮如文集 岩波文庫、1985。抜粋版
- 日本女性史 全7巻  評論社、1972-1973
- 近代日本の名著 学陽書房、1973
- 日本思想の名著 学陽書房、1973
- 仏教の名著 学陽書房、1973
- 原典・日本思想史 下出積与共編 評論社、1974
- 日本における政治と宗教 吉川弘文館、1974
- 日本宗教史年表 評論社、1974
- 日本宗教史 1・2 山川出版社、1977
- 世界の女性史18 日本Ⅰ 王朝の世と女性の役割
- 世界の女性史19 日本Ⅱ 目覚めゆく女性の哀歓 評論社、1977-78
- 近世往生伝集成 全3巻 山川出版社、1978-1980
- 近世往生伝の世界 教育社歴史新書、1978
- 歴史にみる日本人のこころ 評論社、1978
- 仏を現代に求めて 大谷暢順対論 評論社、1979
- 生きざま死にざま 日本民衆信仰史 小栗純子共編 教育社歴史新書、1979
- 罪と罰 日本民衆信仰史 教育社歴史新書、1980
- 女人往生 教育社歴史新書、1983
- 文化の形成と普及 日本仏教の形成と普及 放送大学教育振興会、1986

### 責任編集・考証
- 学習漫画 日本の歴史 集英社、1982
- 学習漫画 人物日本の歴史 集英社、1984
- 学習漫画 日本の歴史人物事典 集英社、1984
- 学習漫画 日本の歴史できごと事典 集英社、1988
- 学習漫画 日本の歴史年表 集英社、1993
- 原田満子 蓮如－乱世を生きる知恵 木耳社、1997 監修
- 蓮如 戦国乱世を生きる（まんがおもしろ日本史）講談社、1998 原田と共監修

### 記念論集
- 日本宗教史論集 上下 笠原一男博士還暦記念会 吉川弘文館、1976